# Стефано Гальвані
Стефано Гальвані (італ. Stefano Galvani; нар. 3 червня 1977) — колишній італійський тенісист.
Найвищу одиночну позицію світового рейтингу — 99 місце досяг 2 квітня 2007, парну — 148 місце — 10 червня 2002 року.
Найвищим досягненням на турнірах Великого шолома було 2 коло в одиночному розряді.

## Фінали Туру ATP
| Легенда                  |
| ------------------------ |
| Тур ATP Челленджер (5–8) |

| Результат | Ранг | Дата            | Турнір                | Покриття  | Суперник            | Рахунок                 |
| --------- | ---- | --------------- | --------------------- | --------- | ------------------- | ----------------------- |
| Поразка   | 1.   | 4 вересня 2000  | Софія, Болгарія       | Ґрунт     | Стефано Таралло     | 1–6, 2–6                |
| Поразка   | 2.   | 12 грудня 2001  | Мумбаї, Індія         | Тверде    | Федеріко Луцці      | 7–6(7–2), 5–7, 6–7(4–7) |
| Перемога  | 1.   | 3 вересня 2001  | Брашов, Румунія       | Ґрунт     | Іван Наварро        | 6–4, 6–1                |
| Поразка   | 3.   | 10 вересня 2001 | Софія, Болгарія       | Ґрунт     | Васіліс Мазаракіс   | 6–7(5–7), 4–6           |
| Перемога  | 2.   | 17 вересня 2001 | Севілья, Іспанія      | Ґрунт     | Тодд Ларкхем        | 6–2, 6–4                |
| Перемога  | 3.   | 14 жовтня 2002  | Каїр, Єгипет          | Ґрунт     | Альберт Портас      | 2–6, 7–6(7–4), 6–1      |
| Поразка   | 4.   | 30 червня 2003  | Мантуя, Італія        | Ґрунт     | Вінченцо Сантопадре | 3–6, 4–6                |
| Поразка   | 5.   | 20 березня 2006 | Барлетта, Італія      | Ґрунт     | Ян Гаєк             | 2–6, 1–6                |
| Поразка   | 6.   | 15 травня 2006  | Санремо, Італія       | Ґрунт     | Олів'є Пасьянс      | 2–6, 6–4, 6–7(8–10)     |
| Перемога  | 4.   | 19 березня 2007 | Рабат, Марокко        | Ґрунт     | Олів'є Пасьянс      | 6–1, 6–1                |
| Перемога  | 5.   | 10 вересня 2007 | Тоді, Італія          | Ґрунт     | Адріан Унгур        | 7–5, 6–2                |
| Поразка   | 7.   | 23 лютого 2009  | Вольфсбург, Німеччина | Килим (i) | Рубен Бемельманс    | 6–7(5–7), 6–3, 3–6      |
| Поразка   | 8.   | 4 липня 2011    | Сан-Бенедетто, Італія | Ґрунт     | Адріан Унгур        | 5–7, 2–6                |

## Виступи у турнірах Великого шолома
| W | Ф | ПФ | ЧФ | #Р | КТ | К# | DNQ | A | NH |

| Турнір                                 | 2001 | 2002 | 2003 | 2004 | 2005 | 2006 | 2007 | 2008 | 2009 | 2010 | 2011 | 2012 | SR     | В-П  |
| -------------------------------------- | ---- | ---- | ---- | ---- | ---- | ---- | ---- | ---- | ---- | ---- | ---- | ---- | ------ | ---- |
| Відкритий чемпіонат Австралії з тенісу |      | 1р   |      |      |      |      |      | К2р  |      |      |      |      | 0 / 1  | 0–1  |
| Відкритий чемпіонат Франції з тенісу   | 1р   | 1р   |      |      |      | 2р   | 1р   | К1р  |      | 1р   | 1р   | К2р  | 0 / 6  | 1–6  |
| Вімблдонський турнір                   |      | 1р   | 2р   |      |      | 2р   | К3р  | 2р   | К1р  |      |      | К1р  | 0 / 4  | 3–4  |
| Відкритий чемпіонат США з тенісу       | К1р  | К2р  | К3р  |      | К3р  | К2р  |      | К1р  |      |      | К2р  |      | 0 / 0  | 0–0  |
| В-П                                    | 0–1  | 0–3  | 1–1  | 0–0  | 0–0  | 2–2  | 0–1  | 1–1  | 0–0  | 0–1  | 0–1  | 0–0  | 0 / 11 | 4–11 |
| Рейтинг на кінець року                 | 140  | 126  | 181  | 579  | 199  | 110  | 171  | 217  | 252  | 274  | 175  | 641  |        |      |